# Actinoptilum molle
Actinoptilum molle är en korallart som först beskrevs av Kükenthal 1910.  Actinoptilum molle ingår i släktet Actinoptilum och familjen Echinoptilidae. Inga underarter finns listade i Catalogue of Life.

## Bildgalleri

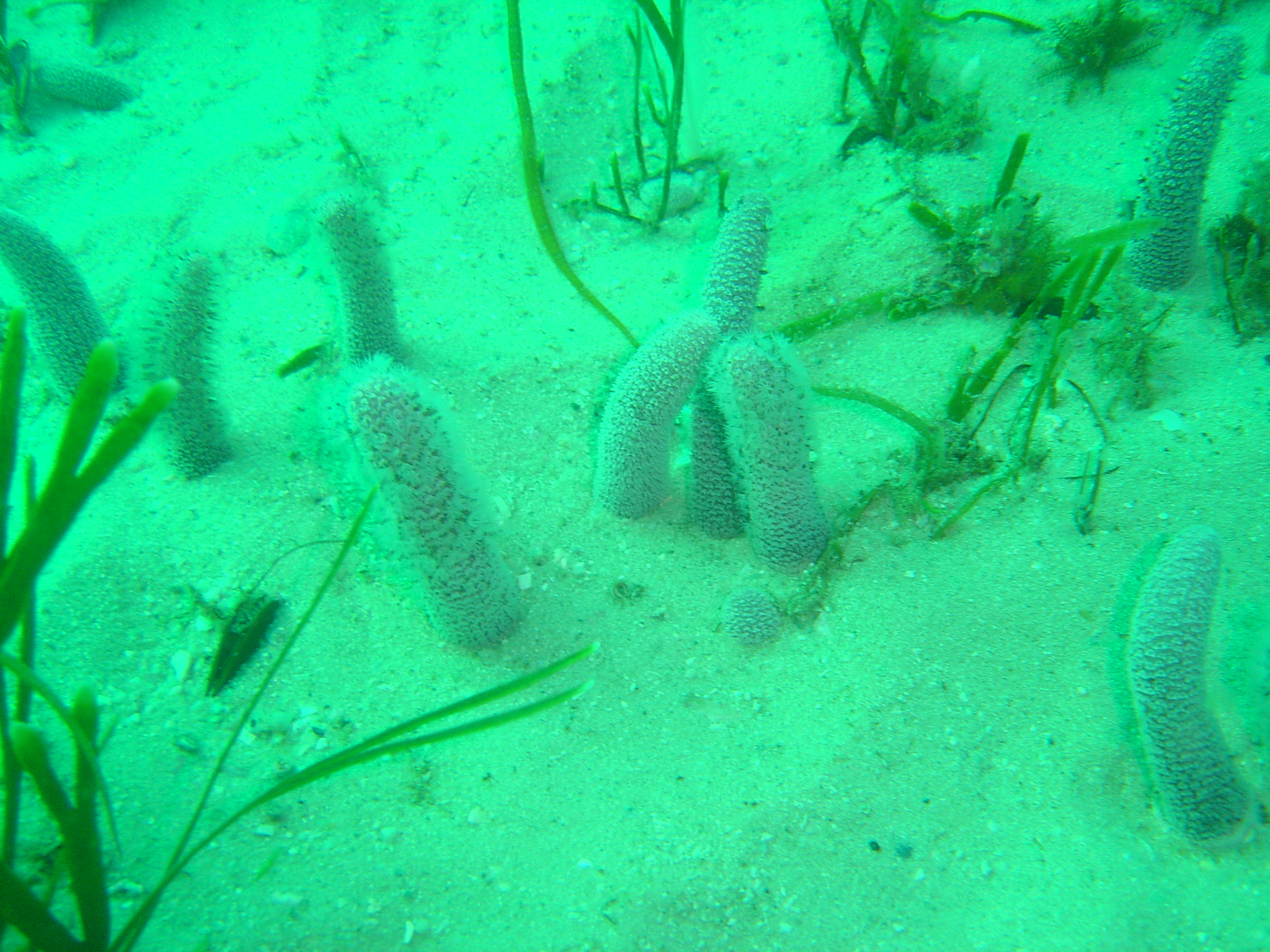
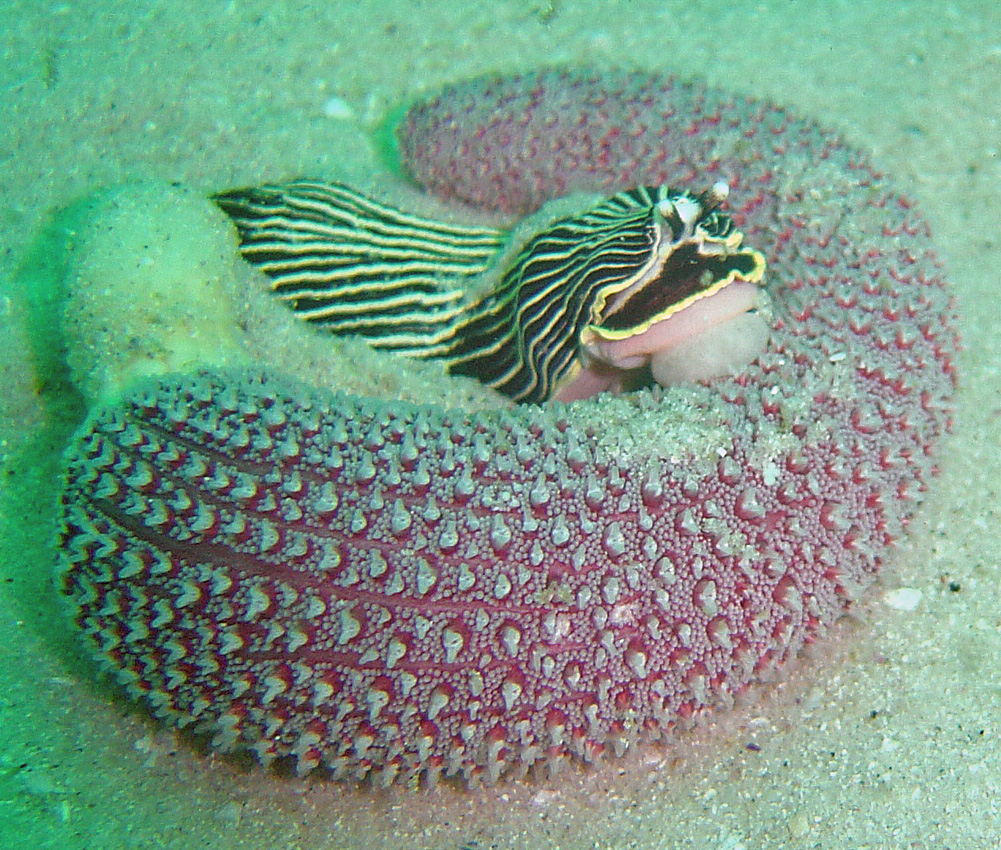
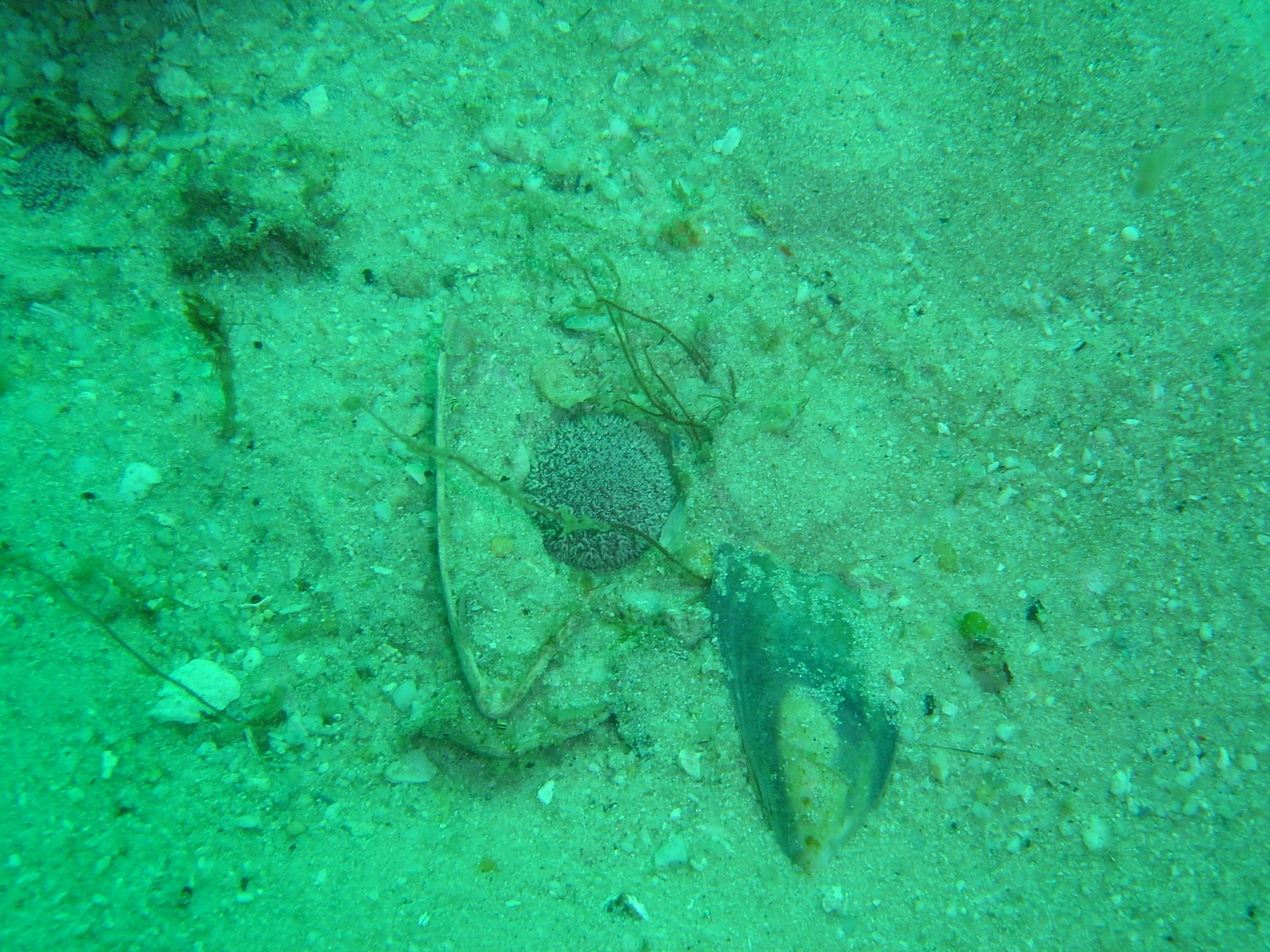
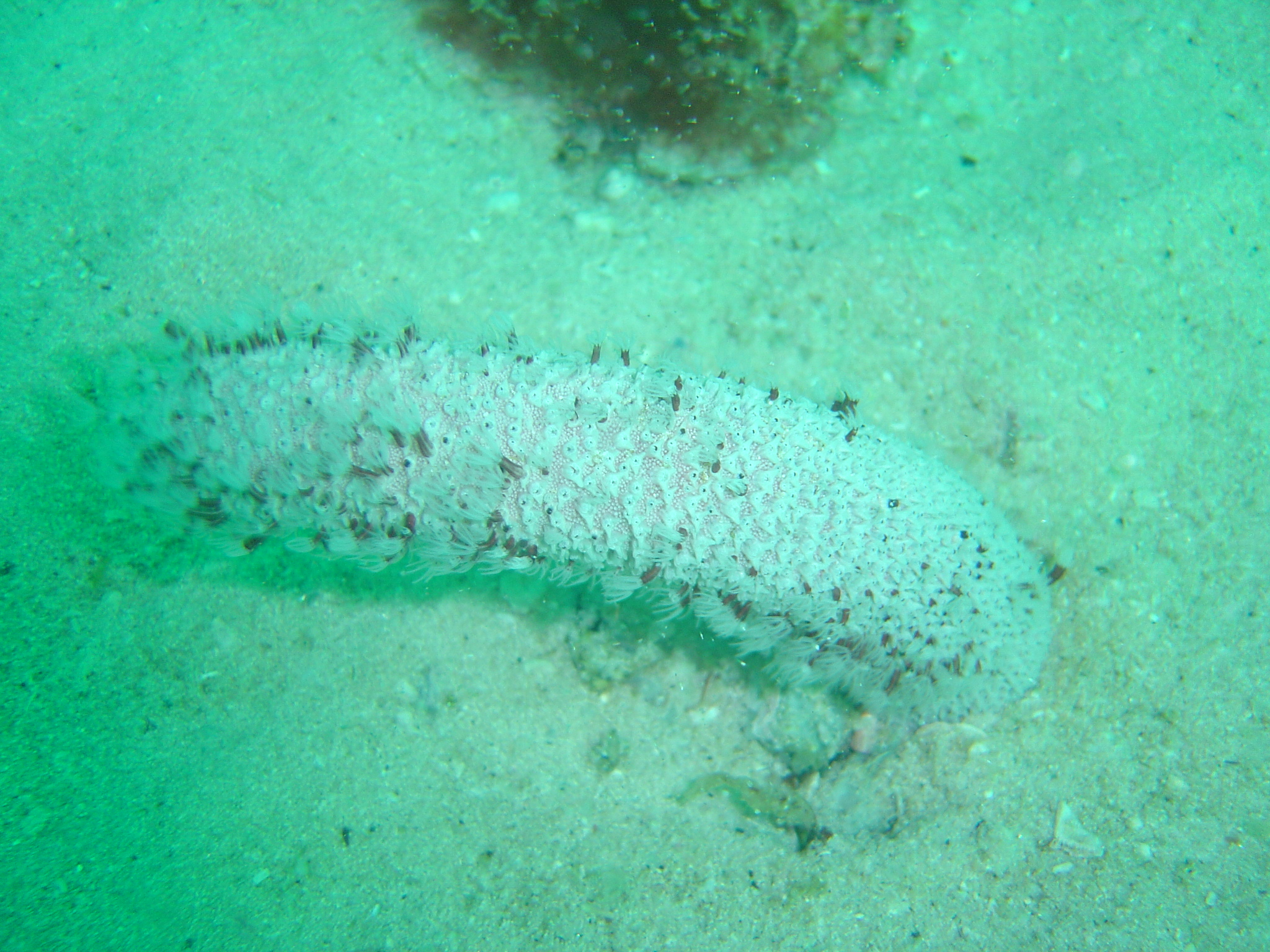
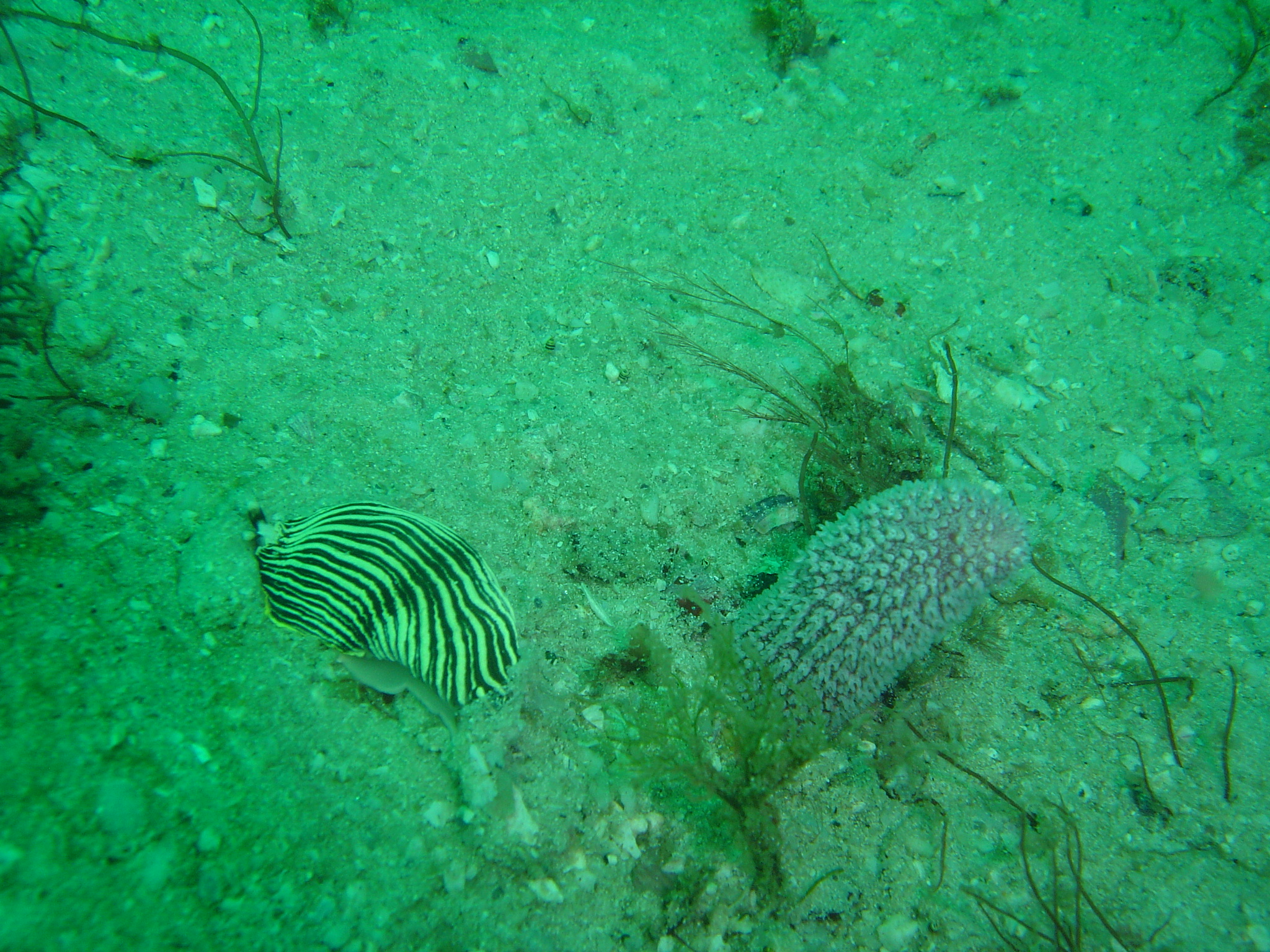
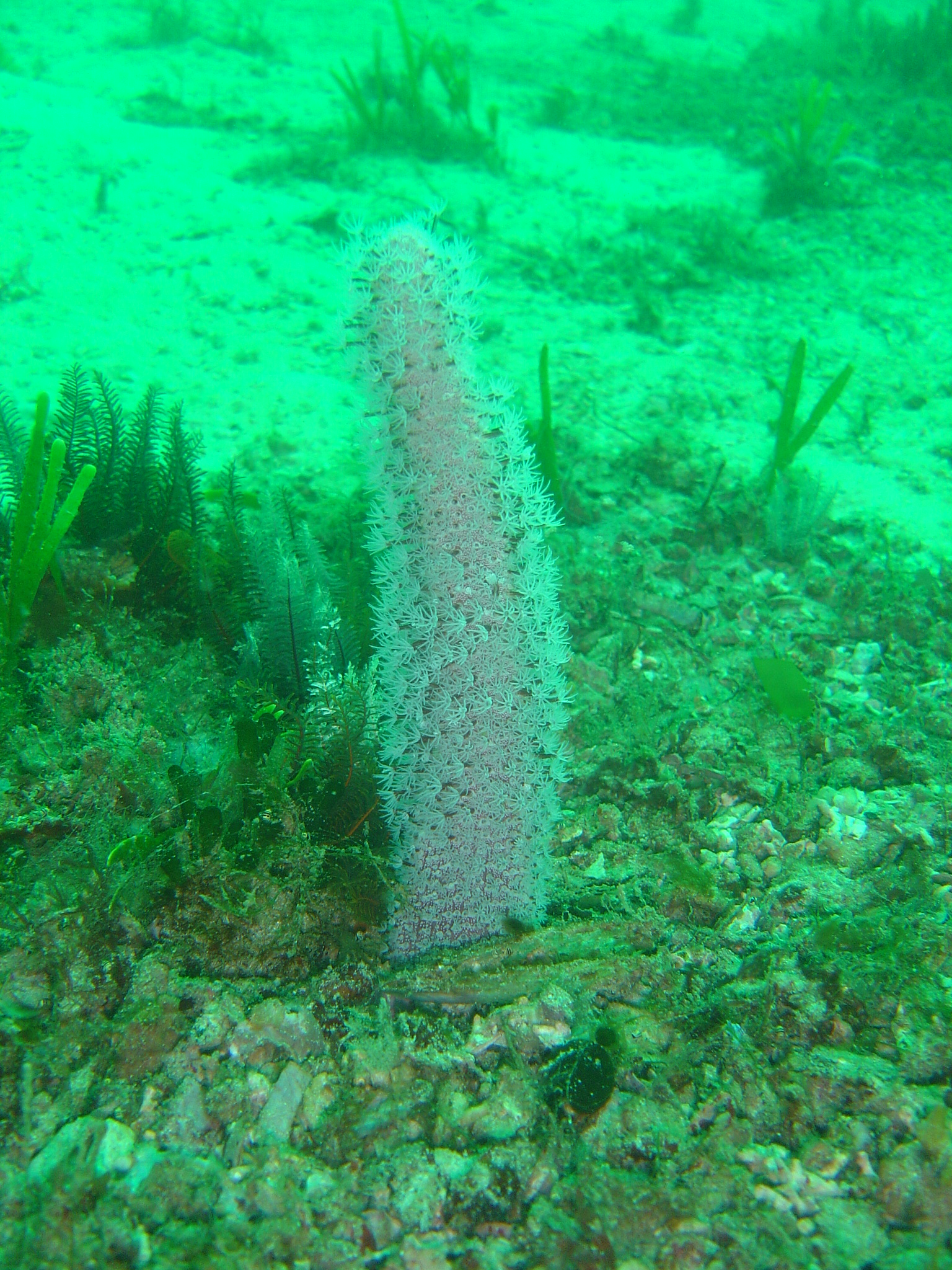